# レジ袋

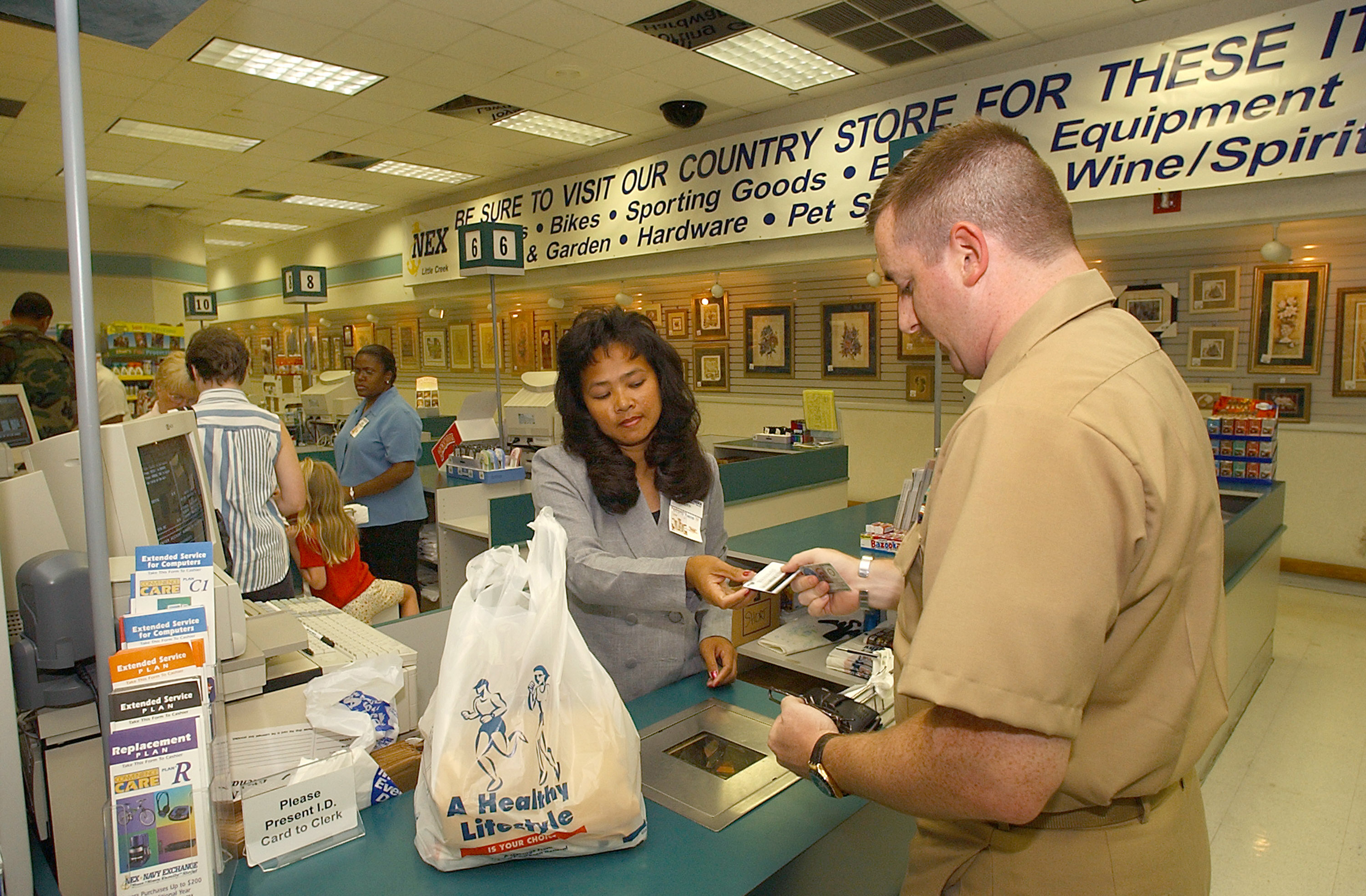
レジ袋（Navy Exchangeのレジカウンターにて）

レジ袋（レジぶくろ）とは、コンビニエンスストアやスーパーマーケットなどの小売店において、購入した持ち帰り商品を入れるためにレジで渡されるポリオレフィンなどの材質で作られた袋を指す通称（正式名称ではない）。買物袋の一種。

## 概要
一般的に会計の後、レジ係から渡される場合が多い。店が混雑していない、もしくは購入点数が少ない場合は、レジ係が会計と同時に袋に商品を入れるケースもある。

## 歴史
広島県大竹市の袋メーカー中川製袋化工が1960年代に当時流行したストッキングの伝線防止のため、竹籠に代わる梨狩り用のポリ袋を開発したのがルーツ。
1970年頃から、丈夫で水濡れにも強いことを受け、スーパーマーケットやコンビニエンスストアなどの小売店で紙袋に代わり、ポリ袋やビニール袋などが大量に使われ始めた。
レジ袋の材質は、ポリオレフィン製である。

## 特徴

### 材質・形状
- 「ポリ袋」ポリエチレンの袋
- 「ビニール袋」ポリ塩化ビニルの袋（現在ではポリ塩化ビニル製のレジ袋はほとんど無い、上記のポリエチレン製がほとんどである）
- 「紙袋」紙の袋（近年では食品のテイクアウトなどに用いられているケースが多い）
- 商品が入りやすく、またいろんな環境に対応しうるよう、やわらかく、耐久性もあって20数年が経過しても経年劣化が生じないほど丈夫にできているものも存在した。現在は、過剰なほど薄くなってしまい、時間が経過しなくても劣化が生じたり、破れやすくなるなど、質が低下し、脆い粗悪品が増えている。
- ポリ袋やビニール袋においては特に、手下げて帰れるような取っ手、中身が出ないように袋口を結べるように施すなどの形状を取り入れている。

### ロゴ
- 多くの袋には、 ロゴマークなどの印刷が施されている。これは、買物客が帰宅する際にどこで買物したかが一般の人にわかるほか、レジ袋は多くの用途で使われるためにさまざまなシーンにおいて頻繁に人目にさらされる機会があることから、宣伝としての効果の狙いもある。
- 人気のある店のブランドのロゴが入った袋は、ファッションアイテムとして利用されることもある。
- 観光地や有名デパートなどでの買物をした際、その場所で買ってきた証としての利用をされることもある。
- コスト削減のため白無地の袋を使用しているチェーン店もある（ローソンストア100など）

### サイズ
関東ではポリエチレン袋が普及する前に使用されていた角底袋のサイズをもと表記が定められたが、関西では袋の幅を品番に取り入れたことにより、同じサイズでも表記が異なった規格となっている。
- 関東6号／関西20号（高さ310ミリ×横150ミリ程度　呼び名 3S・SSS）
- 関東8号／関西25号（高さ360ミリ×横150ミリ程度　呼び名 2S・SS）
- 関東12号／関西30号（高さ370ミリ×横180ミリ程度　呼び名 S）
- 関東20号／関西35号（高さ420ミリ×横220ミリ程度　呼び名 M）
- 関東30号／関西40号（高さ480ミリ×横260ミリ程度　呼び名 L）
- 関東45号／関西45号（高さ540ミリ×横300ミリ程度　呼び名 2L・LL）
- 関東60号／関西50号（高さ600ミリ×横350ミリ程度　呼び名 3L・LLL）

## 主な活用法
本来の趣旨としては買物商品を持ち帰るための袋ではあるが、その形状から他の用途にも汎用的に使われるケースがある。以下、主な利用方法を列記。
- ゴミ袋（ゴミを捨て、そのままゴミ焼却施設に丸ごと持っていってもらう手段としての利用。近年では、徐々に市販ゴミ袋と同様に黒や青などの色付きで不透明なものが使えなくなり、透明（半透明も）のものしか収集しなくなったり、あるいはゴミ有料化により指定ゴミ袋を用意する自治体が増えてきた（京都市など）ものの、ゴミを捨ててまとめる手段として、プラスチックゴミとしてそのままゴミ集積所に出すなどの利用では、未だに健在といえる。自治体によってはレジ袋も「指定ゴミ袋」として指定するところや、逆に浜松市などのようにレジ袋のゴミ袋代わりでの使用を禁止するところもある）
  - エチケット袋（吐き気をもよおした時、専用のエチケット袋が無い場合に非常に頼りになる。多くは旅先などの乗り物酔いに際するので、食べ物や飲料などの購入に伴って持ち合わせやすい）。イヌの散歩で糞を持ち帰る場合にも使われている。
- カバー
  - 自転車のサドル（雨から防ぐ、もしくは雨で濡れたサドルからお尻を保護するなど）
  - 家に長年置いているモノ（埃から防ぐ、長期保存のためにまとめて袋に入れるなど）
- 運搬用の袋（買物用途だけでなく、物資の持ち運びに重宝）

## 袋を巡る出来事

### 有害物質の混入問題
2007年（平成19年）、京都市や京都大学環境保全センターなどの分析で、全国展開している百貨店などの色付き袋の一部から、有害な重金属である鉛が検出され、京都市役所は、業者に対して、使用の自粛を求めている。

### 削減・禁止の動き
近年の日本では、自然環境保護の観点から、ポリエチレン製レジ袋を削減しようとする動きがある。販売店によっては袋を有料化したり、トートバッグを持っての買物を推進する運動（マイバッグ運動）が行われたりしている。
環境問題に関しては漂流・漂着ごみに占める割合が低い、輸送コストが紙袋より少ない、サーマルリサイクルにより無駄が少ないなど、レジ袋は象徴的に非難されているが実際には環境負荷が低いという意見もある。
環境の観点とは別に、販売店にとっては経済的な理由（無料のレジ袋の利用頻度が減るうえ、それに合わせてレジ袋辞退時の特典も廃止できることから、備品コストが削減できるほか、専用ゴミ袋やエコバッグ販売により収益が上がる）での利点もある。一方、亀岡市では2018年12月13日にプラスチック製レジ袋の使用を禁じる条例の制定を目指す方針を明らかにした。環境省によると、条例によるレジ袋の禁止は全国初としている。
特に原油高の影響でレジ袋のコストが増大したため、エコバッグ推奨およびレジ袋有料化の流れは加速したが、コンビニエンスストアなどでは未だ無料であることから、レジ袋は無料という意識は依然として残り、多くの店舗は1枚あたり数円の負担をしているのが現状である。また、レジ袋代金を要求する店舗と無料で提供されるべきと思う客との間にトラブルが生じるケースもある。
ポリエチレンの原料であるエチレンは、日本で製造されるもののほとんどが石油精製によってできるナフサである。2007年実績で日本のエチレンの生産は773.9万トンであるのに対し、内需574.1万トン、輸出199.6万トン（ネット輸出：実輸出－実輸入）であり、日本はエチレンの輸出国である。
レジ袋を廃止したことにより、万引き（窃盗）被害が増加する負の側面も指摘されている。マイバッグを悪用して万引きを隠す手口として広まる懸念から防犯対策にも力を入れ始め、「行政がマイバッグに関するルールを策定しPRポスターで啓蒙」「他店購入品は専用袋に入れる」などマイバッグ制度を維持したまま行われているケースが広まっているが、逆に「買い物かごなどのバッグの持ち込みを禁止し、従来通りのレジ袋配布を再開」など、マイバッグ制度を廃止するケースもある。

### レジ袋有料化（日本）
2019年（令和元年）9月26日、国際的な潮流を受け、日本国政府は世耕弘成を中心とした有識者会議で、プラスチックごみの削減に向け、レジ袋の有料化を義務付ける制度案を示した。原田義昭ら環境省は法案をまとめ、早ければ2020年4月に実施する予定となった。
これは日本学術会議の提唱がきっかけであるとの報道もあるが、有料化政策と学術会議の直接の関与はない。

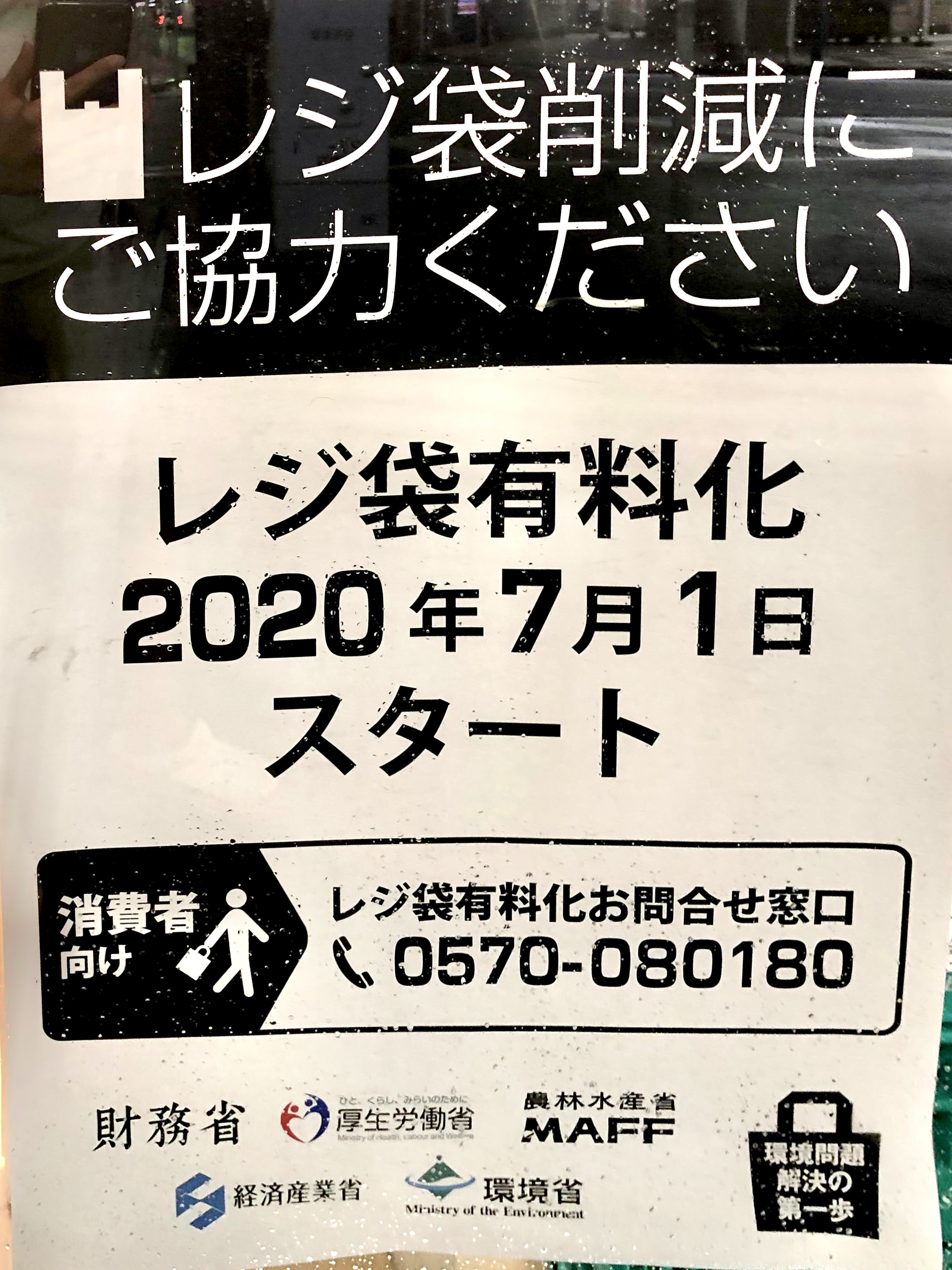
レジ袋有料化を告知する貼り紙

同年12月25日、環境省・経済産業省はレジ袋の有料化を義務付ける制度の運用指針を発表。スーパーやコンビニエンスストアなどすべての小売店を対象に、東京五輪・パラリンピックの開催直前となる2020年7月から始めることを示した。容器包装リサイクル法の省令改正に伴いすべての小売店でプラスチック製レジ袋の有料化が義務付けられたが、レジ袋をつくる業界からは、「政府がやるべきことは、こんなちまちましたレジ袋の有料化ではない」と批判の声が上がった。
2020年7月1日からレジ袋有料化の対象となった買い物袋は：
- 素材 - 紙や布ではなく、プラスチックである
- 形状 - 持ち手がある
- 用途 - 袋の中身が景品や試供品ではなく、商品である
- 辞退可能性 - 袋が商品の一部であったり、免税の袋など、他の法令で決められたものでなく、消費者が辞退できる袋である

対象外となった買物袋は下記のもので、環境性能が認められ、その旨の表示があることが必要となる：
- フィルムの厚さが50マイクロメートル以上のもの

繰り返し使用が可能であり、プラスチック製買物袋の過剰な使用抑制に寄与するため
- 海洋生分解性プラスチックの配合率が100％のもの

微生物によって海洋で分解されるプラスチック製買物袋は、海洋プラスチックごみ問題に寄与するため
- バイオマス素材の配合率が25％以上のもの

植物由来がCO2総量を変えない素材であり、地球温暖化対策に寄与するため
レジ袋有料化後、店頭では、商品を持ち運びやすく工夫、無料の紙袋を例示、販売している袋を掲示するようになった。ただし、有料化対象外の袋が必ず無償というわけではない。
レジ袋有料化に対する日本国民の賛否は、一部自治体における先行実施前となる2014年の内閣府の世論調査では6割以上の国民が賛成しており、全国での全面実施直後となる2020年のマスコミ各社の世論調査においても7割近い国民が賛成している。一方で、2割の国民が反対している。

### 諸外国の動き
ヨーロッパ各国では環境に対する意識の高さから、2000年代前半に大部分の国家で有料化されているほか、ずば抜けて使用量の多かったイタリアでは、2011年1月から生分解性プラスチックのものを除き、その使用が全国で全面的に禁止された。
アジアでは、韓国と台湾が法律で有料化としている。中国では2008年6月1日より有料化され、2009年6月1日に発表された調査結果では、レジ袋消費量が平均で66%減少、実数でレジ袋400億枚近くを節約との効果が挙げられている。香港では2009年7月7日より有料化された。また、バングラデシュではかつて下水がレジ袋によって詰まり、洪水の原因となり、削減に取り組んだ。
北アメリカでは、アメリカにおいて2000年代中盤より各州にてレジ袋配布禁止の動きが広がっている。カナダでは、2013年1月から大都市では初めて、トロントがレジ袋の利用が禁止する。
2016年7月には、フランスがレジ袋の禁止に踏み切った。この時点で、バングラデシュや南アフリカ共和国、中国にも禁止措置は広がっている。
イタリアでは、2018年5月にレジ袋廃止令が出され、従わない場合は最大500€の罰金が課せられる。
オーストラリアの大部分の州では、2018年7月1日からレジ袋の無償提供が禁止され、有償化された。しかしながらレジ袋禁止に抵抗を示す客も多く、無償提供を継続する大手スーパーマーケットも現れている。
2020年1月には、世界最大のプラスチック消費国である中国が、使い捨てのプラスチック品を全国規模で削減する計画を発表した。
アフリカでは、 2003年以降、エリトリア、ウガンダ、ケニア、ルワンダなどが次々にレジ袋の製造・販売・使用を禁止した。特にルワンダは厳しく、空港の手荷物検査でレジ袋が没収される。

### 新型コロナウイルス
- アメリカ合衆国カリフォルニア州では、エコバッグからウイルス感染を引き起こす恐れがあるとして、スーパーマーケットなどで無料のレジ袋が再び使われるようになった[38]。
- 日本国内でも2020年（令和2年）7月1日から、小売店においてのレジ袋有料配布に際し、経済産業省の担当者は「新型コロナウイルスが逆風になりかねない」と指摘する。消費者が、有料でも衛生面から使い捨ての袋を選ぶ可能性が否定できない。吉野家などの大手外食チェーンは、持ち帰り販売用の買い物袋を、有料化の対象外とされた「バイオマス原料」を使ったものに切り替える[39]。